# 関市の地名
- 岐阜県 > 関市 > 地名

関市の地名（せきしのちめい）では、同市内に存在する町名・字名を一覧にして記す。括弧内は大字の場合は旧自治体名、数字の場合は成立年もしくは廃止年、町名の場合は旧町名である。

## 関市発足時
1950年（昭和25年）10月15日、武儀郡関町が市制施行して関市が発足。発足時の地名を以下に示す。
- 関町　1952年廃止
- 池尻
- 稲口
- 鋳物師屋　1997年廃止
- 植野
- 小瀬
- 倉知
- 小迫間
- 迫間
- 千疋
- 西田原
- 東田原
- 肥田瀬
- 市平賀

## 1951年
下有知村を編入。
- 下有知

## 1952年
関町など、中心部で住居表示変更を実施。
- 本町
- 栄町
- 伊勢町
- 相生町
- 上利町
- 朝倉町
- 吾妻町
- 新町
- 末広町
- 住吉町
- 常盤町
- 富本町
- 金屋町
- 鍛冶町
- 十軒町
- 河合町
- 貴船町
- 兼永町
- 吐月町
- 春日町
- 川間町
- いろは町
- 梅ケ枝町
- 一本木町
- 片倉町
- 古屋敷町
- 白川町
- 小柳町
- 新堀町
- 前町
- 森西町
- 美和町
- 日ノ出町
- 孫六町
- 東日吉町
- 西日吉町
- 山ノ手
- 坂下町
- 元重町
- 西木戸町
- 東桜町
- 桜本町
- 桜木町
- 辻井戸町
- 宮地町
- 緑町　1984年廃止
- 月見町
- 豊川町
- 一ツ山町
- 柳町
- 寺内町
- 出来町
- 吉田町
- 西町
- 本郷町
- 東門前町
- 西門前町
- 長谷寺町
- 美園町
- 大門町
- 大平町
- 仲町　1984年廃止
- 東町　1984年廃止
- 東野町　1984年廃止
- 宮地町　1987年廃止
- 平賀町
- 花園町
- 若宮町
- 吉本町
- 吉野町　1984年廃止
- 千年町
- 平和通
- 旭ケ丘　1987年廃止
- 赤渕
- 十六所
- 力山
- 段下
- 巾
- 馬場出
- 東仙房
- 西仙房　1983年廃止
- 北仙房
- 南仙房
- 向西仙房
- 竪切北
- 竪切南
- 大坪
- 観音山
- 観音前
- 東山
- 緑ケ丘　1982年廃止
- 十三塚北
- 十三塚南
- 新田
- 南出
- 清蔵寺
- 北福野　1983年廃止
- 中福野　1983年廃止
- 西福野　1983年廃止
- 東山　1996年廃止
- 雄飛ケ丘　1983年廃止
- 西貸上
- 東貸上
- 南貸上
- 十三塚　廃止
- 十三塚西　廃止
- 松ヶ枝町　廃止
- 西木戸町　廃止
- 東桜町　廃止
- 春日　廃止
- 東居敷　廃止
- 中居敷　廃止
- 西居敷
- 西野町　廃止
- 天王町　廃止
- 朝日町　廃止
- 中野町　廃止
- 西野町　廃止
- 六部塚　廃止
- 南灯田　廃止
- 南山　廃止
- 太平前　廃止
- 大洞　廃止
- 大洞前　廃止
- 大洞南　廃止
- 東大久後　廃止
- 西大久後　廃止
- 北大久後　廃止
- 南大久後　廃止
- 大久後　廃止

## 1954年
富野村を編入。
- 小野
- 上大野
- 神野
- 志津野
- 西神野

## 1955年
小金田村を編入。
- 小屋名
- 上白金
- 下白金
- 側島
- 保明
- 山田
- 戸田

## 1956年
南武芸村の一部を編入。美濃市と境界変更。
- 東志摩
- 広見

## 1957年～1979年
- 向山町　1973年
- 東新町　1976年

## 1980～1989年
- 安桜台　1982年
- 小瀬南　1982年
- 桐谷台　1982年
- 四季ノ台　1982年
- 千疋北　1982年
- 津保川台　1982年
- 西本郷通　1982年
- 迫間台　1982年
- 寺田　1982年
- 緑ケ丘1・2丁目　1983年
- 北福野町　1983年
- 中福野町　1983年
- 西福野町　1983年
- 南福野町　1983年
- 東福野町　1983年
- 西仙房　1983年
- 栄町3・4丁目　1983年
- 山王通1・2丁目　1983年
- 前山町　1983年
- 雄飛ケ丘　1983年
- 緑町1・2丁目　1984年
- 東野町　1984年
- 東本郷通　1984年
- 東町1～5丁目　1984年
- 東山1丁目　1984年
- 吉野町　1984年
- 仲町　1984年
- 円保通1～3丁目　1984年
- 関ノ上1・2丁目　1984年
- 北天神1～3丁目　1985年
- 広見北町　1985年
- 広見東町　1985年
- 南天神1～3丁目　1985年
- 星ケ丘　1985年
- 明生町1～5丁目　1986年
- 弥生町1～4丁目　1986年
- 神明町1～4丁目　1986年
- 天徳町1・2丁目　1986年
- 豊岡町1・2丁目　1986年
- 寿町1・2丁目　1986年
- 桜ケ丘1～3丁目　1986年
- 宮河町1・2丁目　1986年
- 鋳物師屋1・2丁目　1986年
- 稲河町　1986年
- 春里町1～3丁目　1986年
- 栄町5丁目　1987年
- 山王通西　1987年
- 旭ケ丘1～3丁目　1987年
- 関口1・2丁目　1987年
- 宮地町　1987年
- 山王通西　1987年
- 西旭ケ丘　1987年
- 桜台1～4丁目　1988年
- 向陽台 1989年
- 向山町1～4丁目　1989年
- 大杉
- 安桜山
- 新迫間
- 黒屋
- 宝山町
- 東本郷
- 西本郷

## 1990年以降
- 大平台　1990年
- 虹ケ丘北　1990年
- 虹ケ丘南　1990年
- 関ノ上3丁目　1994年
- 東山4丁目　1995年
- 東山2・3丁目　1996年
- 鋳物師屋3～7丁目　1997年
- 平成通1・2丁目　1997年
- 豊岡町3・4丁目　1997年
- 池田町
- 居敷町
- 小瀬長池町
- 尾太町
- 希望ケ丘町
- 桐ヶ丘
- 倉知南
- 笠屋
- 清水町
- 桃紅大地
- 塔ノ洞
- 長住町
- 西欠ノ下
- 西境松町
- 西福野町
- のぞみケ丘
- 梅竜寺山
- 東出町
- 東福野町
- 若草通
- 水ノ輪町
- 南春日町
- 南町

## 2005年
武儀郡武芸川町・洞戸村・板取村・武儀町・上之保村を編入。

### 旧武芸川町
旧・武芸川町の地名に武芸川町を冠して地名はつけられた。
- 武芸川町跡部
- 武芸川町宇多院
- 武芸川町小知野
- 武芸川町高野
- 武芸川町谷口
- 武芸川町八幡
- 武芸川町平

### 旧洞戸村
旧・洞戸村の地名に洞戸を冠し、下洞戸地区、奥洞戸地区は各地区の小字に洞戸を冠して地名はつけられた。
- 洞戸市場
- 洞戸片
- 洞戸栗原
- 洞戸黒谷
- 洞戸菅谷
- 洞戸通元寺
- 洞戸飛瀬
- 洞戸小坂　※旧・洞戸村下洞戸
- 洞戸大野　※旧・洞戸村下洞戸
- 洞戸阿部　※旧・洞戸村奥洞戸
- 洞戸尾倉　※旧・洞戸村奥洞戸
- 洞戸小瀬見　※旧・洞戸村奥洞戸
- 洞戸高賀　※旧・洞戸村奥洞戸
- 洞戸高見　※旧・洞戸村奥洞戸

### 旧板取村
旧村名を地名とした。
- 板取

### 旧武儀町
旧・武儀町の地名をそのまま地名とした。
- 中之保
- 富之保
- 下之保

### 旧上之保村
旧村名を地名とした。
- 上之保

## 参考資料
- 角川日本地名大辞典 21 岐阜県
- 日本歴史地名大系 21 岐阜県の地名
- 新修関市史　史料編　近代・現代　（関市教育委員会　1997年）　P.849 - 854